# Les Mayfield
Les Mayfield (Albuquerque, Nuevo México; 30 de noviembre de 1959) es un productor y director de cine estadounidense.  

## Filmografía
- El hombre de California (Encino Man) (1992)
- Milagro en la calle 34 (Miracle on 34th Street) (1994)
- Flubber y el profesor chiflado (1997)
- De ladrón a policía (Blue Streak) (1999)
- American Outlaws (2001)
- The Man (2005)
- Code Name: The Cleaner (2007)